# لغز المريض المقيم
لغز المريض المقيم، بالإنجليزية The Adventure of the Resident Patient، واحدة من 56 قصة لشرلوك هولمز من تأليف ارثر كونان دويل، نشرت لأول مرة في مجلة الستراند بشكل منفرد في أغسطس عام 1893، قبل أن يعاد نشرها مجمعة مع باقي قصص سلسلة مذكرات شرلوك هولمز، ويعتبر كونان دويل هذه القصة ال18 في قائمة تضمن 19 أفضل قصة شرلوك هولمز بالنسبة له.

## ملخص القصة
يأتي رجلا يدعى بيرسي تريفيليان، طبيب عام، إلى شرلوك هولمز لاستشارته في قضية غريبة.يقول تريفيليان انه كان طالبا ذكيا لكن لم يكن يملك المال الكافي، إلا أن رجلا يدعى بليسنغتون عرض عليه المساعدة، حيث ساعده في فتح عيادة ودفع جميع نفقاته، وفي المقابل اشترط على تريفيليان أن يعطيه ثلاثة أرباع ما يجنيه في اليوم وأن يعيش معه.
كان كل شيء يسير بشكل طبيعي، وأبدى بليسنغتون من وجود طبيب دوما بجانبه، لكن فجأة، يحدث شيء ما للسيد بليسنغتون، حيث يبدأ يتصرف بشكل غريب ومضطرب.
بعد ذلك بفترة قصيرة، جاء رجلان إلى الدكتور تريفيليان، اتضح أنهما روسيان، رجل كبير في السن يعاني من داء الجمدة رفقة إبنه الأكبر، يشرع الدكتور في معاينة المريض لكن الرجلان يغادران فجأة بطريقة مريبة.
يعود نفس الرجلان في اليوم الموالي، مبررين طريقة تصرفهما البارحة بأنهما ظنا ان المعاينة انتهت، لكن الابن الأكبر لاحظ أن والده ليس على ما يرام، لذا قرر إحضاره إلى الدكتور مرة ثانية، وخلال تواجدهما بالعيادة كان السيد بليسنغتون خارجا، يقوم بجولته المعتادة، وعند عودته يقول أنه تم اقتحام غرفته، لكن لم يسرق أي شيء.
يذهب هولمز وواطسون رفقة تريفليان لرؤية السيد بليسنغتون، الذي يبدو مذعورا، حتى أنه يهدد هولمز وواطسون بالمسدس، لكن تريفليان يقنعه انهما هنا لمساعدته وليس لإيذائه.يرفض بليسنغتون الإفصاح بالحقيقة لهولمز، ويكتفي بالاعتراف انه يحفتظ بكمية من النقود في غرفته حيث أنه لا يثق في البنوك.
في الصباح الموالي، يتم إيجاد بليسنغتون مشنوقا، تشير تحقيقات الشرطة الأولى إلى أنه انتحار، لكن هولمز يبدو مقتنعا ان بليسنغتون لم ينتحر بل تم قتله وتتجه أنظاره نحو الرجلين الروسيين الغريبين.

## الترجمة العربية
لغز المريض المقيم، دار الأجيال للترجمة والنشر.

## روابط خارجية
- نص القصة كاملا على ويكي مصدر (باللغة الإنجليزية).
- قراءة القصة مجانا مرفقة بالرسومات الأصلية (باللغة الفرنسية).